# Нурова, Илич
Илич Нурова (тадж. Илич Нурова; 17 августа 1925, Автономная область Горного Бадахшана — 2004, Душанбе) — советский таджикский пекарь, Герой Социалистического Труда (1971).

## Биография
Родилась 17 августа 1925 года в селении Кургават Автономной области Горного Бадахшана Таджиской АССР Узбекской ССР (ныне в Дарвазском районе Горно-Бадахшанской АО Таджикистана). Отец активно участвовал в установлении коммунистической власти на Памире. В 6 лет потеряла родителей, воспитывалась в детском доме.
Начала трудовую деятельность в 1942 году учительницей в начальной школе. С 1946 года работала уборщицей, а уже через несколько месяцев — пекарем на хлебозаводе № 1 города Душанбе. С 1958 года — пекарь, с 1978 года — бригадир пекарей Душанбинского производственного объединения хлебобулочной промышленности.
Нурова проявила себя на работе передовым и опытным пекарем. Получив свою специальность, она быстро стала высококвалифицированным мастером хлебопечения. Продукция, производимая ею, несмотря на высокие обороты производства, отличалась высокими гастрономическими и вкусовыми качествами. За смену Ильич Нурова производила столько хлеба, сколько хватило бы на 10 тысяч человек. Хлебопекарь стала инициатором социалистического соревнования за качество продукции и движения коммунистического труда в комбинате. Нурова отличалась строгостью, и была взыскательна к лодырничающим рабочим и рабочим, стремящимся поживиться за счет коллектива. Илич Нурова пользовалась уважением в коллективе, часто помогала своим товарищам в проблемах.
Указом Президиума Верховного Совета СССР от 26 апреля 1971 года за выдающиеся успехи, достигнутые в выполнении заданий пятилетнего плана по развитию пищевой промышленности Нуровой Илич присвоено звание Героя Социалистического Труда с вручением ордена Ленина и золотой медали «Серп и Молот».
Награждена Почетной грамотой Президиума Верховного Совета Таджикской ССР и Государственной премией Таджикской ССР.
Активно участвовала в общественной жизни Таджикистана. Член КПСС с 1960 года. Избиралась членом ЦК КП Таджикистана, делегат XXVII съезда Компартии Таджикистана. Депутат Верховного Совета Таджикской ССР 5—7-го созывов. 
Скончалась в 2004 году.